# Patriarcado de Aquileia
O Patriarcado de Aquileia (Latim: Patriarchatus Aquileiensis; italiano: Patriarcato di Aquileia) foi uma Sé Patriarcal autocéfala nos séculos VI e VII, cujo território canônico cobria as regiões do nordeste da Itália moderna (regiões de Veneza, Friuli-Venezia Giulia), Eslovênia, parcialmente a Croácia (a península da Ístria). Há informações sobre a presença de um rito litúrgico próprio. Após a reconciliação com Roma ( 698) os Bispos de Aquileia mantiveram o título de Patriarca e eram grandes soberanos feudais. O Patriarcado foi abolido em 1751, seus territórios foram divididos em dois arcebispados.

## História
Os Bispos de Aquileia, no norte da Itália e Iliría, que acreditavam que sua Diocese tinha sido fundada por São Marcos, começaram a se chamar Patriarcas no século V. Aquileia, como fronteira entre os Ritos latino e Bizantino, tinha paróquias de ambos os ritos em sua jurisdição. Em 553 um número de Bispos do norte da Itália encabeçados pelo Patriarca Macedônio declarou autocefalia. O próximo Patriarca (por causa da devastação de Aquileia) em 568 mudou sua residência para a cidade vizinha de Grado. Dentro do Patriarcado houve uma luta entre as facções latina e oriental, que algumas vezes levou à eleição de dois patriarcas opostos (nesta lista os patriarcas da facção oriental são chamados de anti-patriarcas). Em 607, o Patriarca foi reunido à Igreja Romana, mas alguns Bispos lombardos rejeitaram esta decisão e escolheram um novo Patriarca, cuja residência era novamente Aquileia. O fim da cisão veio com o Concílio de 700 e Aquileia aderiu à Igreja Católica. Entretanto, ambas as linhas continuaram a usar o título de Patriarca, Aquileia e Aquileia-Grado. Após um terremoto que destruiu Aquileia em 1348, o trono patriarcal foi transferido novamente, desta vez para a cidade de Udine. Desde o século XI até 1420, os patriarcas de Aquileia foram também os governantes seculares da cidade e dos distritos, e sob eles a cidade floresceu. Em 1420, todo seu território foi conquistado por Veneza (e o trono patriarcal foi transferido de volta para Aquileia). O Patriarcado caiu inteiramente sob a influência da República de Veneza e seu chefe foi eleito apenas entre os cidadãos da República. Finalmente, em 1752, o Patriarcado de Aquileia foi abolido e dividido em duas dioceses comuns.

## Poder Religioso e Político
A dupla realidade eclesial e político-territorial caracteriza o Patriarcado de Aquileia. Como realidade eclesial, foi a maior Diocese e a maior Metrópole depois dos cinco patriarcados de Jerusalém, Alexandria, Antioquia, Constantinopla e Roma. Sua jurisdição eclesiástica se estendia pelo Principado de Balatão, Panônia, até o rio Danúbio e ao redor do lago Blatozero, no nordeste, e Como, no oeste; em 811, o Imperador Carlos Magno ampliou ainda mais as fronteiras orientais a jusante do Danúbio e do rio Drava. Também tinha jurisdição eclesiástica sobre a Ístria até 1751, quando foi abolida. Após a separação das Igrejas Oriental e Ocidental em 1054, o Patriarcado de Aquileia foi a maior metrópole eclesial de toda a Idade Média Ocidental e a segunda dignidade após o Papado. Ele nomeou os Bispos das dioceses episcopais deste vasto território. Sua corte, internacional, incluía povos de várias línguas e etnias, latinos, germânicos, eslavos e magiares.

## Patriarcas (539–606)
- Macedônio (539–556) - Arcebispo de Aquileia
- Paulino I (557-569)
- Probinus (569–570)
- Elia (571–586)
- Severo (586–606)

## Cisma (607-698)

### Patriarcas da Velha Aquileia
- João I (606-?)
- Marciano (623–628)
- Fortunato (628–663) - Mudou a residência episcopal para Cormons
- Félix (649–?)
- João II (663–?)
- Agathon (679–680 ou 679–?)
- João III (680–?)

### Patriarcas de Grado
- Candidiano (606–612)
- Epifânio (612–613)
- Cipriano (613–627)
- Primogênito (630–648)
- Máximo II (649)
- Estêvão II (670–?)
- Christophoros (685–?)

Para patriarcas posteriores de Grado, veja Patriarca de Grado.